# Bouandas (distrito)
Bouandas é um distrito localizado na província de Sétif, Argélia.[carece de fontes?] Sua capital é a cidade de mesmo nome.

## Comunas
O distrito está dividido em quatro comunas:
- Aït Naoual Mezada
- Aït Tizi
- Bouandas
- Bousselam